# Битва при Сардах
Битва при Сардах (395 до н. э.) — сражение в ходе спартано-персидской войны, в ходе которой спартанский царь Агесилай II одержал решительную победу над персами.
С 399 года до н. э. Спарта вела войну с Персией на территории противника, в Малой Азии. Спартанцами командовал царь Агесилай, который действовал довольно успешно, продвинувшись вглубь вражеской территории. В 395 году до н. э. сатрап Тиссаферн атаковал во главе конницы один из отрядов спартанцев и нанёс им сильный урон. Однако Агесилай решил атаковать противника основными силами: сначала в бой пошла лёгкая пехота и конница, затем — тяжёлая пехота. Персы были обращены в бегство, греки преследовали их, убили многих из них и захватили их лагерь. После этого поражения царь Артаксеркс II приказал отрубить голову Тиссаферну и был вынужден искать мира со Спартой.